# هوپ آیلند (کوئینزلند)
هوپ آیلند (به انگلیسی: Hope Island) یک حومه شهر در استرالیا است که در کوئینزلند واقع شده‌است.